# Jaroslav Žižka
Jaroslav Žižka (* 13. dubna 1951) byl český a československý politik, poslanec Sněmovny národů Federálního shromáždění za Komunistickou stranu Československa za normalizace, poslanec České národní rady za KSČM po sametové revoluci a poslanec Poslanecké sněmovny za Levý blok v 90. letech, později komunální politik ČSSD.

## Biografie
K roku 1986 se profesně uvádí jako mistr elektroúdržby.
Ve volbách roku 1986 zasedl za KSČ do české části Sněmovny národů (volební obvod č. 31 - Děčín, Severočeský kraj). Ve Federálním shromáždění setrval do konce funkčního období, tedy do voleb roku 1990. Netýkal se ho proces kooptací do Federálního shromáždění po sametové revoluci.
V následných volbách roku 1990 byl zvolen za KSČM do České národní rady, kde mandát obhájil i ve volbách roku 1992, nyní za volební koalici Levý blok, do níž se spojila KSČM a další levicové skupiny. Po zániku Československa se ČNR transformovala v parlament samostatné České republiky (Poslanecká sněmovna Parlamentu České republiky), v němž zasedal do konce funkčního období, tedy do voleb v roce 1996. V průběhu volebního období ovšem po rozpadu koalice Levý blok přešel do poslaneckého klubu politické strany Levý blok, která fungovala ve sněmovně paralelně s dalšími nástupnickými kluby zaniklého Levého bloku.
Politicky se angažoval i později, a to jako komunální politik. V komunálních volbách roku 1994 neúspěšně kandidoval za Levý blok do zastupitelstva Děčína. Do zdejšího zastupitelstva byl zvolen až v komunálních volbách roku 2002, nyní již jako člen ČSSD. Uváděn je tehdy coby vedoucí odboru KÚ. Za ČSSD kandidoval i v komunálních volbách roku 2006, ale nebyl zvolen. Koncem 90. let se připomíná ve funkci mluvčího okresního úřadu v Děčíně.